# Pitkäjärvi (sjö i Ylöjärvi, Birkaland, 61,76 N, 23,64 Ö)
Pitkäjärvi är en sjö i kommunen Ylöjärvi i landskapet Birkaland i Finland. Arean är 41 hektar och strandlinjen är 9,59 kilometer lång. Sjön  ingår i Kumo älvs huvudavrinningsområde.   Den ligger omkring 30 kilometer norr om Tammerfors och omkring 190 kilometer norr om Helsingfors. 